# Vandières (Meurthe-et-Moselle)
Pour les articles homonymes, voir Vandières.
Vandières est une commune française située dans le département de Meurthe-et-Moselle en région Grand Est. La localité se situe sur l'axe Nancy - Metz, en bordure de la Moselle et au nord de l'aire urbaine de Pont-à-Mousson.
Vandières, à l'horizon 2020, doit accueillir la future gare d'interconnexion du sillon mosellan entre la LGV Est européenne reliant Paris à Strasbourg et la ligne existante de Nancy à Metz, ce qui placerait la municipalité à soixante-dix minutes de la gare de l'Est. Ce projet rencontre une certaine opposition.

## Géographie

### Localisation
La municipalité se situe à 21 kilomètres de Metz, au nord ; et à 31 kilomètres de Nancy, au sud. Administrativement, la localité est comprise dans le département de Meurthe-et-Moselle, mais se place à trois kilomètres du département de la Moselle. La commune est située à six kilomètres au nord de Pont-à-Mousson, ville dont l'aire urbaine englobe Vandières.

### Communes limitrophes
Vandières est limitrophes de six communes, toutes situées en Meurthe-et-Moselle et réparties géographiquement de la manière suivante :

### Géologie et relief
La localité fait partie des côtes de Moselle, son territoire communal comprend des coteaux et des vallées assez marquées, l'amplitude d'altitude de la commune dépassant 200 mètres.

### Hydrographie

#### Réseau hydrographique
La commune est dans le bassin versant du Rhin, au sein du bassin Rhin-Meuse. Elle est drainée par la Moselle, la Moselle canalisée, le ruisseau de Moulon et le ruisseau de Trey,.
La Moselle, d'une longueur totale de 560 kilomètres dont 314 kilomètres en France, prend sa source dans le massif des Vosges au col de Bussang et se jette dans le Rhin à Coblence en Allemagne.
La Moselle canalisée est un canal, chenal non navigable de 135 km qui relie la commune de Dieulouard à celle de Kœnigsmacker où il se jette dans la Moselle.

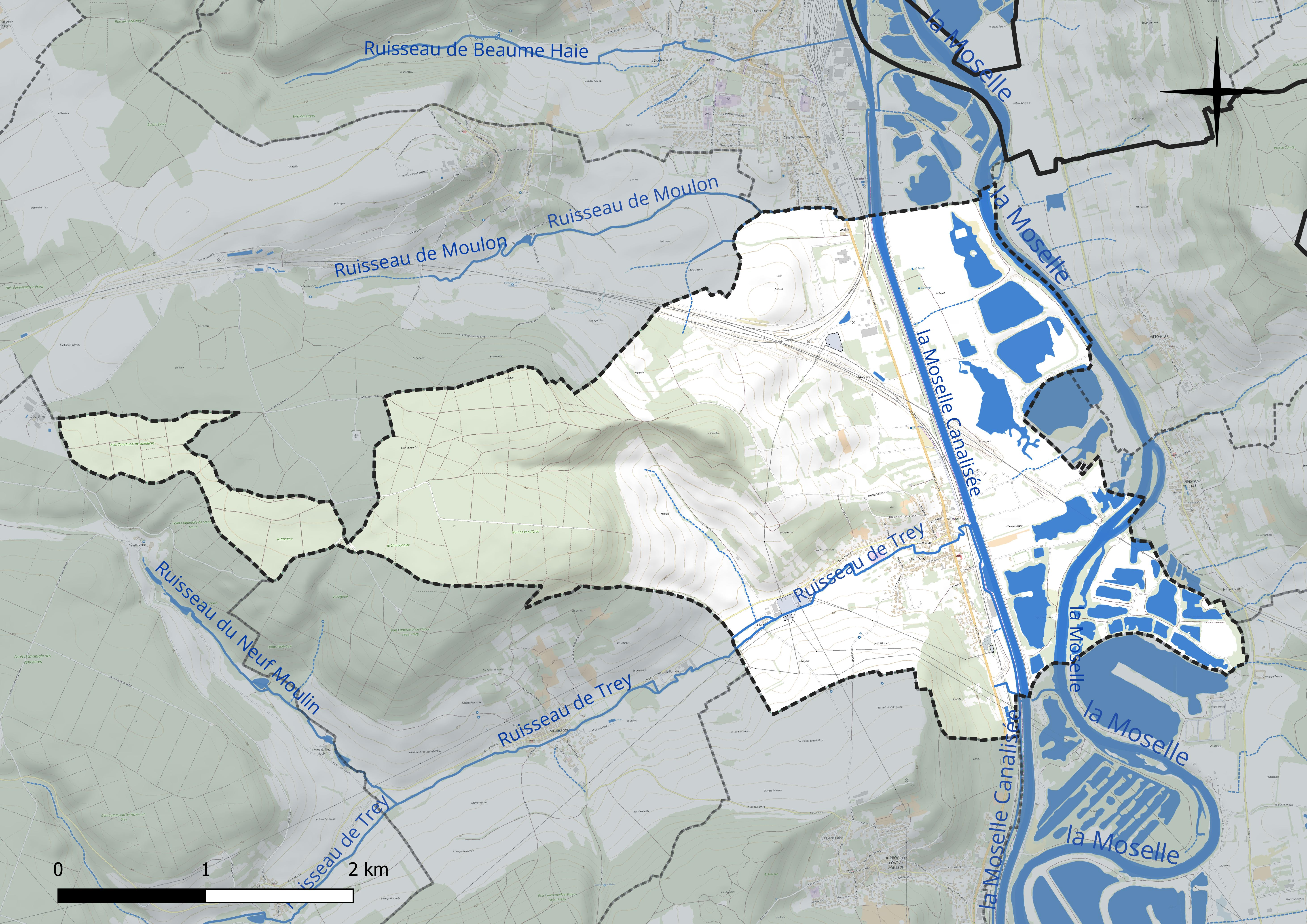
Réseau hydrographique de Vandières.

#### Gestion et qualité des eaux
Le territoire communal est couvert par le schéma d'aménagement et de gestion des eaux (SAGE) « Rupt de Mad, Esch, Trey ». Ce document de planification concerne les bassins versants du Rupt de Mad, de l’Esch et du Trey. Le périmètre a été arrêté le 2 juin 2014, la commission locale de l'eau (CLE) a été créée le 20 juin 2017, puis modifiée le 26 mars 20210. La structure porteuse de l'élaboration et de la mise en œuvre est le Parc naturel régional de Lorraine.
La qualité des cours d’eau peut être consultée sur un site dédié géré par les agences de l’eau et l’Agence française pour la biodiversité.

### Climat
Pour des articles plus généraux, voir Climat du Grand Est et Climat de Meurthe-et-Moselle.
En 2010, le climat de la commune est de type climat océanique dégradé des plaines du Centre et du Nord, selon une étude du Centre national de la recherche scientifique s'appuyant sur une série de données couvrant la période 1971-2000. En 2020, Météo-France publie une typologie des climats de la France métropolitaine dans laquelle la commune est exposée à un climat semi-continental et est dans la région climatique  Lorraine, plateau de Langres, Morvan, caractérisée par un hiver rude (1,5 °C), des vents modérés et des brouillards fréquents en automne et hiver.
Pour la période 1971-2000, la température annuelle moyenne est de 9,7 °C, avec une amplitude thermique annuelle de 16,4 °C. Le cumul annuel moyen de précipitations est de 758 mm, avec 11,9 jours de précipitations en janvier et 8,9 jours en juillet. Pour la période 1991-2020, la température moyenne annuelle observée sur la station météorologique de Météo-France la plus proche, « Nonsard », sur la commune de Nonsard-Lamarche à 20 km à vol d'oiseau, est de 10,7 °C et le cumul annuel moyen de précipitations est de 690,8 mm. 
La température maximale relevée sur cette station est de 40,1 °C, atteinte le 25 juillet 2019 ; la température minimale est de −17 °C, atteinte le 1er mars 2005,,.
Les paramètres climatiques de la commune ont été estimés pour le milieu du siècle (2041-2070) selon différents scénarios d'émission de gaz à effet de serre à partir des nouvelles projections climatiques de référence DRIAS-2020. Ils sont consultables sur un site dédié publié par Météo-France en novembre 2022.

## Urbanisme

### Typologie
Au 1er janvier 2024, Vandières est catégorisée bourg rural, selon la nouvelle grille communale de densité à sept niveaux définie par l'Insee en 2022.
Elle est située hors unité urbaine. Par ailleurs la commune fait partie de l'aire d'attraction de Pont-à-Mousson, dont elle est une commune de la couronne,. Cette aire, qui regroupe 16 communes, est catégorisée dans les aires de moins de 50 000 habitants,.

### Occupation des sols
L'occupation des sols de la commune, telle qu'elle ressort de la base de données européenne d’occupation biophysique des sols Corine Land Cover (CLC), est marquée par l'importance des territoires agricoles (43,8 % en 2018), en diminution par rapport à 1990 (56,8 %). La répartition détaillée en 2018 est la suivante : prairies (26,7 %), milieux à végétation arbustive et/ou herbacée (16,6 %), forêts (15,2 %), eaux continentales (9,5 %), terres arables (9,3 %), zones industrielles ou commerciales et réseaux de communication (8,2 %), zones agricoles hétérogènes (4,8 %), zones urbanisées (4,4 %), cultures permanentes (3 %), mines, décharges et chantiers (2,4 %). L'évolution de l’occupation des sols de la commune et de ses infrastructures peut être observée sur les différentes représentations cartographiques du territoire : la carte de Cassini (XVIIIe siècle), la carte d'état-major (1820-1866) et les cartes ou photos aériennes de l'IGN pour la période actuelle (1950 à aujourd'hui).

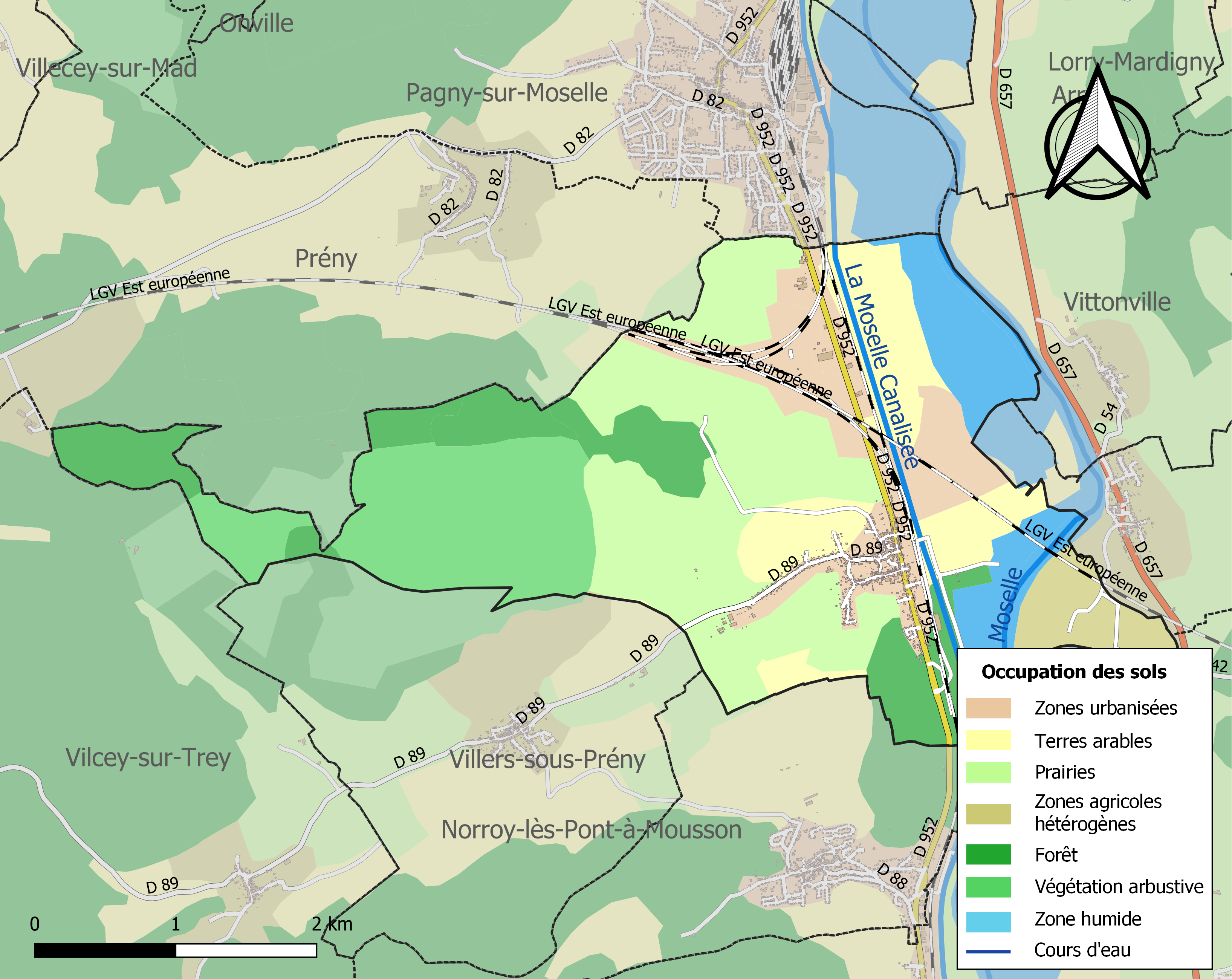
Carte des infrastructures et de l'occupation des sols de la commune en 2018 (CLC).

### Morphologie urbaine
Sur le territoire de Vandières, à proximité de celui de Prény, nous pouvons découvrir sur une carte plusieurs noms de lieux-dits qui laisseraient penser qu'il a existé à une époque indéterminée, disons avant le milieu du Moyen Âge, un village disparu qui se serait dénommé « Vigneule », dont le nom dérivé de vinea, vigne, rappelle la culture du raisin. Ce bourg ou hameau aurait été dominé par une construction fortifiée, certainement une tour en bois dont le souvenir a perduré avec le nom de lieu-dit le Châtillon. Enfin, à proximité de ce lieu fortifié, il se serait trouvé un édifice religieux dont le souvenir s'est perpétué au moyen du nom de lieu-dit En Bazailles, bas latin Basilia, issu du latin basilica, du grec « basiliké », utilisé afin de désigner la présence d'une telle construction.
Bien sûr, ces réflexions sont des hypothèses mais la présence d'une tour et d'un temple puis d'une chapelle à cet endroit élevé dominant la route qui menait depuis l'époque romaine de Scarpone à Prény et qui périclita pour devenir la Sente du Pont (chemin de Pont-à-Mousson) aurait représenté un certain intérêt pour l'installation d'individus du genre marchands puis d'un village, proche d'un axe de communication et de plus protégé par une construction militaire.

## Toponymie
Le nom de la localité est attesté sous les formes In fisco Vendr ; Villa Vindera dicta (960) ; Villa olim regia, vocabulo Vinderia (xe siècle) ; Venderia (1106) ; Venderiæ (1126) ; Vanderiæ (1138) ; Wandières (1276) ; Vendières (1285) ; Vendière-dessoubz-Preney (1444) ; Vendière (1477).

Nom de lieu dérivé du gaulois uindos, blanc, fréquemment rencontré seul ou en composé dans la toponymie de la Gaule et dans le nom propre vandoise, poisson blanc. Le suffixe pourrait être -aria.
Ernest Nègre penche pour un nom de personne germanique pris absolument Winedharius, ce qui correspond à la localisation des noms de type  Vandières et Vendières uniquement au nord de la France.

## Histoire

### Antiquité

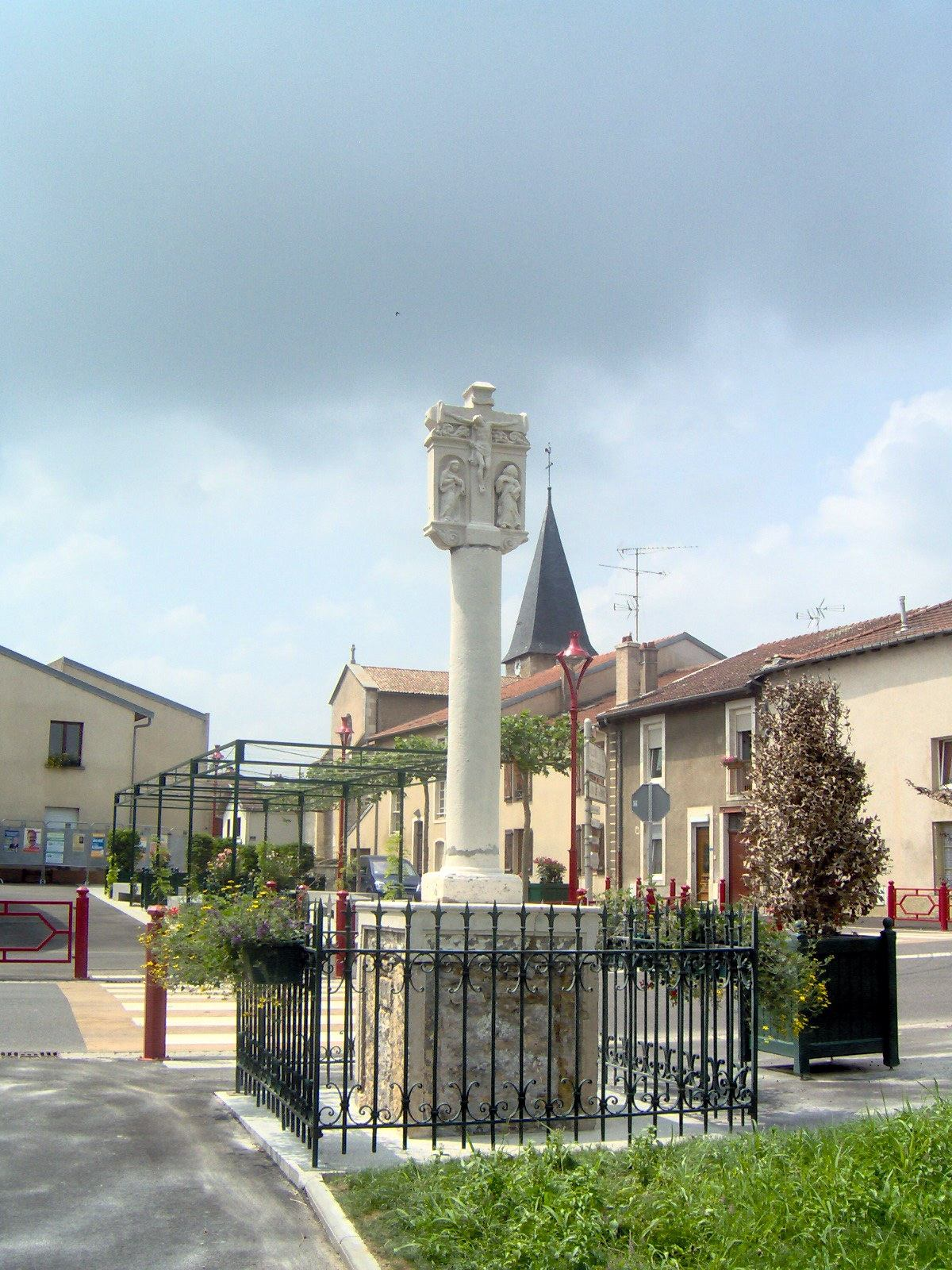
Un calvaire.

L'occupation humaine du territoire municipal apparaît ancienne. En effet, à partir de 1300 av. J.-C., des groupes humains, certainement d'origine celtique, s'installèrent à proximité des rivières et fondèrent des villages formés de grandes maisons aux toits de chaume et aux parois de clayonnage. Des vestiges de ce genre de construction ont été retrouvés à Vandières.
Le nom le plus anciennement connu de Vandières, villa vinderadicta, indique la fondation et la présence d'une villa, c'est-à-dire d'un domaine agricole constitué de terres confisquées aux Médiomatriques après la capitulation et la reddition de Vercingétorix face aux Romains en 52 av. J.-C.
Si le terme villa peut facilement se traduire, il en va tout autrement de celui de vinderadicta. En effet, en cherchant ce mot dans un dictionnaire de latin, nous nous rendons compte qu'il n'existe pas. Par contre, en le coupant en deux, des découvertes intéressantes s'offrent à nous. Ainsi, « vinde » peut se rapprocher du terme féminin vindemia qui signifiait vendange mais aussi raisin dans certains cas ; quant à radicta, il serait à rapprocher du participe passé du verbe radicor qui veut dire prendre racine et qui se transcrit radicata. La forme villa vinderadicta datant du début du Moyen Âge, il est très plausible que des lettres aient disparu depuis l'époque romaine, le latin médiéval s'étant fortement dégradé par rapport au latin classique.
De plus, le nom d'origine de ce domaine était certainement une petite phrase, cas courant à l'époque pour désigner des lieux, notamment des colonies ou des cités. Par conséquent, le nom d'origine de Vandières a très bien pu se présenter sous la forme villa vindemia radicata est avant d'évoluer quelques siècles plus tard et se retrouver sous la forme villa vinderadicta. Le nom ancien de Vandières voudrait donc dire « Le domaine où la vendange (ou le raisin) a pris racine » ce qui laisserait supposer que le vignoble de Vandières serait le plus ancien dans le secteur de Pagny-sur-Moselle. Cette explication reste une hypothèse.

### Moyen Âge
En 1048, Gérard d'Alsace, par son accession au trône du duché de Lorraine, devenait avoué, c'est-à-dire protecteur, des terres que possédait l'abbaye messine de Saint-Pierre-aux-Nonnains à Vandières. Au Moyen Âge, le lieu de Vandières s'était suffisamment développé pour avoir droit au titre de ville, qualification qui sera perdue après la terrible guerre de Trente Ans. En 1439, Antoine de Vaudémont, en révolte contre le duc de Lorraine René d'Anjou, agressait ce village dont les habitations furent pillées et brûlées.

### Renaissance
Vandières faisait partie de la prévôté de Prény ; pour cette raison deux femmes de ce village, l'une en 1595, l'autre en 1613, furent brûlées à Prény pour crime de sortilège au nom du duc de Lorraine, seigneur souverain et haut-justicier de Vandières à l'exception des droits consentis au seigneur du lieu en 1573. Le 14 août 1617, Louis de Guise, comte de Boulay, était devenu le nouveau seigneur de Prény. Désirant étendre son pouvoir dans cette prévôté, il négocia avec Louis de Failly, seigneur de Vandières et en partie de Villers-sous-Prény, qui le 10 février 1626, lui abandonna son privilège de haut justicier à Vandières. Cependant le seigneur de Vandières conservait la seigneurie foncière ainsi que la justice foncière ou basse justice.

### Époque contemporaine
Le 8 février 1790, les citoyens de Vandières étaient convoqués à l'église du lieu afin d'élire leurs représentants communaux permettant ainsi d'instaurer la municipalité qui succédait à la communauté villageoise d'Ancien régime.
Le 15 septembre 1918, après quatre années d'occupation par les Allemands, des troupes américaines investissaient Vandières à une heure du matin et occupaient les hauteurs situées au nord du village.

## Politique et administration
| Période                                  | Période                   | Identité                                     | Étiquette | Qualité                                 |
| ---------------------------------------- | ------------------------- | -------------------------------------------- | --------- | --------------------------------------- |
| Les données manquantes sont à compléter. |                           |                                              |           |                                         |
| 1554                                     |                           | François                                     |           |                                         |
| 1679                                     | mars 1686                 | Gérard Maclot                                |           | Vigneron, laboureur et maître menuisier |
| 1814                                     | mars 1818                 | Pierre Thiery                                |           |                                         |
| 1978                                     | 1995                      | Emile Colson                                 |           |                                         |
| juin 1995                                | En cours (au 26 mai 2020) | Claude Robert Réélu pour le mandat 2020-2026 |           |                                         |

## Population et société

### Démographie
L'évolution du nombre d'habitants est connue à travers les recensements de la population effectués dans la commune depuis 1793. Pour les communes de moins de 10 000 habitants, une enquête de recensement portant sur toute la population est réalisée tous les cinq ans, les populations de référence des années intermédiaires étant quant à elles estimées par interpolation ou extrapolation. Pour la commune, le premier recensement exhaustif entrant dans le cadre du nouveau dispositif a été réalisé en 2004.

En 2022, la commune comptait 932 habitants, en évolution de +0,98 % par rapport à 2016 (Meurthe-et-Moselle : −0,13 %, France hors Mayotte : +2,11 %).
| 1793 | 1800 | 1806 | 1821 | 1831 | 1836 | 1841 | 1846 | 1851 |
| ---- | ---- | ---- | ---- | ---- | ---- | ---- | ---- | ---- |
| 542  | 610  | 608  | 645  | 673  | 737  | 747  | 733  | 746  |

| 1856 | 1861 | 1872 | 1876 | 1881 | 1886 | 1891 | 1896 | 1901 |
| ---- | ---- | ---- | ---- | ---- | ---- | ---- | ---- | ---- |
| 730  | 724  | 770  | 756  | 711  | 718  | 703  | 722  | 731  |

| 1906 | 1911 | 1921 | 1926 | 1931 | 1936 | 1946 | 1954 | 1962 |
| ---- | ---- | ---- | ---- | ---- | ---- | ---- | ---- | ---- |
| 758  | 758  | 644  | 718  | 735  | 697  | 700  | 783  | 790  |

| 1968 | 1975 | 1982 | 1990 | 1999 | 2004 | 2006 | 2009 | 2014 |
| ---- | ---- | ---- | ---- | ---- | ---- | ---- | ---- | ---- |
| 779  | 763  | 903  | 942  | 964  | 932  | 924  | 928  | 921  |

| 2019 | 2022 | - | - | - | - | - | - | - |
| ---- | ---- | - | - | - | - | - | - | - |
| 930  | 932  | - | - | - | - | - | - | - |

## Culture locale et patrimoine

### Lieux et monuments

#### Édifices civils
- Château XVe et XVIe siècles vendu comme bien national sous la Révolution. Subsistent deux tours rondes avec bretèches et canonnières.
- Viaduc de la Moselle sur la LGV Est européenne, situé sur les communes de Vandières et Champey-sur-Moselle et d'une longueur de 1 510 mètres ;
- Gare de Vandières ;
- Projet de gare de Lorraine TGV.

#### Édifices religieux
- Église paroissiale Saint-Pierre, datant du XIXe siècle et comprenant en son sein une tour romane XIe / XIIe siècles ;
- Près de la mairie, calvaire avec saint Sébastien et saint Géréon d'un côté, la Vierge et saint Jean de l'autre.

### Personnalités liées à la commune

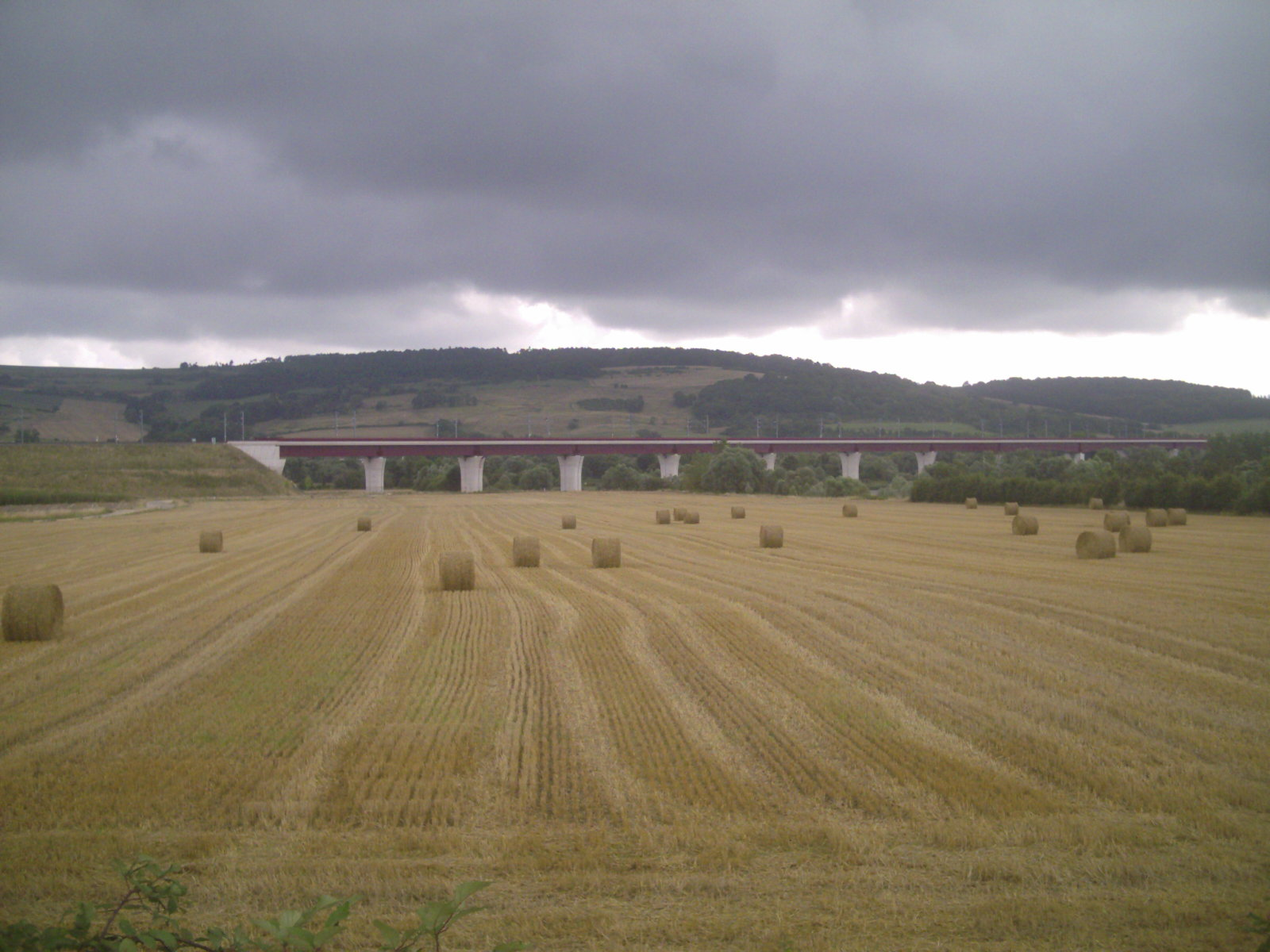
Viaduc de la Moselle (LGV Est).

- Jean de Vandières, né vers 900, abbé du monastère de Gorze et ambassadeur de l'empereur Othon Ier auprès du calife de Cordoue ;
- François Nicolas Fririon (1766-1821), général et baron du Premier Empire.

### Héraldique, logotype et devise
| Blason de Vandières | Blason  | D'argent à l'écusson de gueules en abîme. |
| Blason de Vandières | Détails | Armes de la famille de Vandières. Lorsque cette famille d'ancienne chevalerie s'est éteinte, la seigneurie passa dans la maison de Failly. Le statut officiel du blason reste à déterminer. |